# Disney's Hotel Santa Fe
Disney's Hotel Santa Fe is een hotel in Disneyland Paris. Het hotel werd geopend in april 1992, tegelijk met de opening van Disneyland Paris zelf. Hotel Cheyenne bevindt zich aan de andere kant van de kunstmatige rivier, de Rio Grande.
Het werd ontworpen door de architect uit Albuquerque Antoine Predock, wiens andere werken over het algemeen in het Zuidwest Amerika staan. Om de sferen van Santa Fe naar voren te brengen is een typische Puebloarchitectuur gebruikt. 
Het gebouw is omringd met een woestijnachtige omgeving, met cactussen, een drive-intheater met een scherm dat continu een portret van Clint Eastwood laat zien en neonverlichting om de nadruk te leggen op de stijl van de Zuidwestelijke Verenigde Staten. Anno 2013 is op het scherm een scène uit de Pixarfilm Cars te zien. Bij de ingang staat een met opzet scheefstaand neonbord.

## Thema
Dit voordeelhotel vormt een oase van kleur, rust en ontspanning waar men kan proeven van de monumentale landschappen van het Amerikaanse zuidwesten gelegen aan Route 66. De kleurrijke kamers bieden de sfeer van een zuidwest Amerikaans motel en zijn geïnspireerd op Disney-Pixar's Cars.

## Kamers
In het hotel zijn 1000 kamers. Standaardkamers zijn 21 m² groot.

### Kamertypes
- Cars standaardkamer: 747 kamers.
- Cars standaardkamer – rivierzijde: 139 kamers bieden de rust van de Rio Grande en een makkelijke toegang naar het wandelpad naar de Disney Parken.
- Cars standaardkamer vlak bij de hotelfaciliteiten: 108 kamers zijn gelegen vlak bij de receptie, het restaurant, de bar en de overige faciliteiten.
- Cars standaard familiekamer: 6 familiekamers zijn geschikt voor families tot 6 personen en hebben 2 badkamers, 42 m².

## Restaurant en bar
- La Cantina is een buffetrestaurant waar Tex-mex en internationale specialiteiten worden geserveerd in de sfeer van een plaatselijke markt (700 plaatsen).
- In de Rio Grande bar kan men ontspannen en genieten van een drankje in de stijl van New Mexico.
- Starbucks Coffee.

## Overige activiteiten
- Trading Post – Disney Shop.
- Pow Wow Room – videospeelzaal.
- Ontmoetingen met Disney figuren.
- Kinderspeelhoek.